# World Youth Alliance
World Youth Alliance (WYA) (engl. für Weltjugendallianz) ist eine internationale non-profit Nichtregierungsorganisation der Lebensrechtsbewegung.

## Geschichte
Die Weltjugendallianz (engl. World Youth Alliance; WYA) ist eine internationale, nicht-staatliche, gemeinnützige Jugendorganisation, deren erklärtes Ziel es ist, die Achtung der Menschenwürde international zu fördern. Zudem engagiert sich die Weltjugendallianz für mehr Solidarität zwischen entwickelten und sich entwickelnden Ländern.
Die Weltjugendallianz wurde 1999 während der United Nations Conference on Population and Development +5 (Weltbevölkerungskonferenz der Vereinten Nationen) konstituiert. Die Gründung erfolgte als Reaktion auf die Agenda der Konferenz, welche einberufen worden war, um die Bedürfnisse der Weltbevölkerung zu behandeln. Aus Sicht der Weltjugendallianz wurden hierbei jedoch Themen wie die Versorgung mit sauberem Wasser, Sanitäranlagen, Bildung, Ernährung, sowie medizinischer Versorgung und Arbeit nicht ausreichend behandelt.
Die Weltjugendallianz versteht die innewohnende Würde des Menschen als Grundlage jedes Menschenrechts. Sie erkennt an, dass die Menschenwürde unabhängig von den individuellen Umständen existiert und daher weder von einer menschlichen Gemeinschaft erteilt, noch außer Kraft gesetzt werden kann.
Die Charta der World Youth Alliance stellt fest, dass „die authentische Entwicklung der Gesellschaft sich nur in einer Kultur vollziehen kann, die die ganzheitliche Entwicklung des Menschen pflegt, welche durch körperliches, seelisches, geistiges und emotionales Wachstum charakterisiert wird, in einem Klima des Respekts vor der menschlichen Person und der Familie.“

## Mitglieder
Die Mitgliederzahl von einer Million Mitgliedern in 100 Nationen wird differenziert betrachtet. Zu Mitgliedern werden nicht nur Menschen gezählt, die die Charta von WYA unterzeichnen, sondern jedes Mitglied jeder Gruppe, die diese Charta signiert.

## WYA bei internationalen Organisationen
WYA operiert bei den Vereinten Nationen, der Europäischen Union und der Organisation Amerikanischer Staaten (OAS). Allein durch die EU wurde die WYA im Jahre 2010 mit 35.000 € gefördert. Der Bevölkerungsfonds der Vereinten Nationen (UNFPA) würdigte das Statement der WYA und zweier anderer Organisationen besonders.

## Publikationen der WYA
- Bratislava Deklaration, Bratislava, Slowakei 2001
- Declaration on the Human Person (Deklaration zur menschlichen Person), Toronto, Canada 2002
- Declaration on Responsible Stewardship (Deklaration zum verantwortlichen Haushalten), Johannesburg, Südafrika 2002
- Declaration on HIV/AIDS, New York, USA 2003
- Statement on Human Cloning, UN Headquarters, New York, USA 2003
- Declaration on the Family, Brüssel, Belgien 2004
- Statement on Woman, New York, USA 2005
- Declaration on Solidarity (Erklärung zur Solidarität), Köln, Deutschland 2005
- Declaration on Good Governance (verantwortungsbewusste Regierungsführung), UNO-Hauptsitz, New York, USA 2006
- Declaration on Development (Entwicklung), UNO-Hauptsitz, New York, USA 2007
- Statement on the Uses of Assisted Reproductive Technologies (Reproduktionsmedizin), UNO-Hauptsitz, New York, USA 2008

- Öffentliche Stellungnahme für die Commission on Population and Development der Vereinten Nationen 2008 (engl.)
- Statement by World Youth Alliance on Trafiicking in Human Beings bei der OSZE vom 1. Oktober 2009

## Niederlassungen
Der Hauptsitz und die Sektion Nordamerika befinden sich in New York, New York. Die Niederlassung Afrika ist in Nairobi, Kenia. Die World Youth Alliance Asia Pacific ist in Quezon, Philippinen. Die World Youth Alliance Europe hat ihren Sitz in Brüssel, Belgien. Die Sektion World Youth Alliance Latin America ist in Naucalpan, Mexiko angesiedelt.